# Waronina (obwód homelski)
Waronina (biał. Вароніна; ros. Воронино, Woronino) – wieś na Białorusi, w obwodzie homelskim, w rejonie żytkowickim, w sielsowiecie Wiereśnica, przy drodze republikańskiej R88.